# Googoosh
Faegheh Atashin (Perzisch: فائقه آتشین; : Faiqə Atəşin, geboren op 5 mei 1950 te Teheran), beter bekend onder het pseudoniem Googoosh (Perzisch: گوگوش, : Ququş), is een Iraanse zangeres en actrice 
Googoosh is vooral bekend om haar bijdragen aan de Iraanse popmuziek, maar ze speelde ook in verschillende Perzische films. Vooral in de jaren zeventig kreeg ze grote bekendheid onder de Iraniërs. Na de Iraanse Revolutie in 1979 bleef ze tot 2000 in Teheran en trad ze niet meer op vanwege het verbod op vrouwelijke muzikanten. Nadat ze Iran in 2000 had verlaten, gaf ze in dat jaar in totaal 27 concerten in Europese en Noord-Amerikaanse landen, waaronder Madison Square Garden te New York, Air Canada Centre te Toronto en Royal Albert Hall te Londen.

## Biografie
Googoosh werd op 5 mei 1950 te Teheran geboren. Haar vader, Saber Atashin, was een etnische Azerbeidzjaan uit Iran. Haar moeder, Nasrin, was een Azerbeidzjaanse immigrant uit de Azerbeidzjaanse Socialistische Sovjetrepubliek. Googoosh heeft drie oudere halfbroers via haar vaderskant en een oudere broer en een oudere zus via haar moederskant.

## Discografie

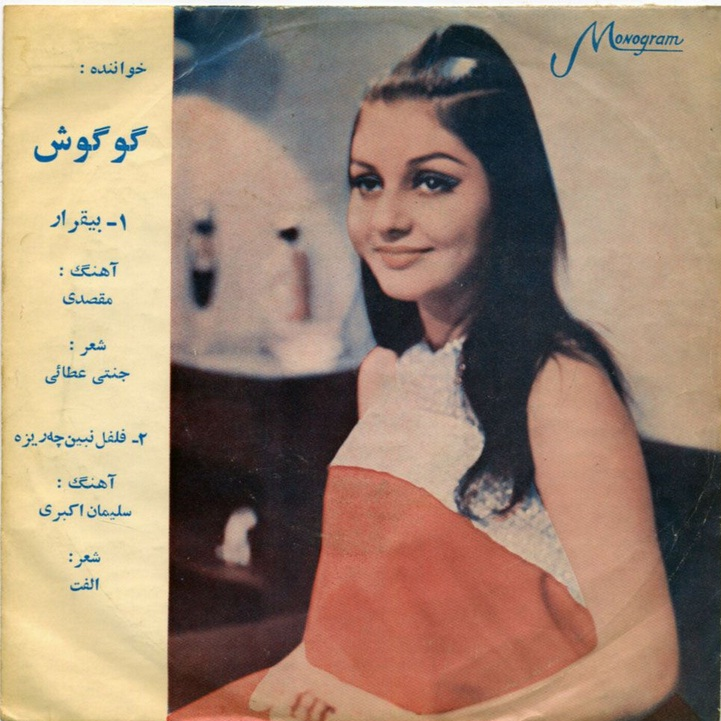
Googoosh op de cover van haar album Bigharar

Studioalbums
- 1970: Do panjereh
- 1970: Fasle Tazeh
- 1971: Mordâb
- 1971: Nimeye gomshodeye man
- 1972: Kuh
- 1974: Do mâhi
- 1974: Hamsafar
- 1975: Pol
- 1975: Mosabbeb
- 1977: Dar emtedâde shab
- 1978: Ageh bemuni
- 2000: Zartosht
- 2004: Akharin Khabar
- 2005: Mânifest
- 2008: Shab-e Sepid
- 2010: Hajm-e Sabz
- 2012: E'jaz
- 2015: Akse Khosoosi

Singles
- 2004: QQ Bang Bang
- 2011: Ye Harfaei
- 2014: Nostalgia
- 2014: Do Panjereh
- 2014: Ki Ashkato Pak Mikoneh
- 2015: Hamzad
- 2016: Hastamo Nistam
- 2017: Do Panjereh
- 2017: Sogand
- 2018: Mosalase Khatereha
- 2018: Ajab Jaei
- 2018: Shahed
- 2018: 40 Sal
- 2019: Eshghe Kamyab

## Filmografie
| Jaar | Perzische titel    | Engelse titel/Transliteratie |
| ---- | ------------------ | ---------------------------- |
| 1960 | فرشتۀ فراری        | Runaway Angel                |
| 1960 | بیم و امید         | Fear and Hope                |
| 1963 | پرتگاه مخوف        | The Cliff of Fear            |
| 1965 | شیطون بلا          | The Naughty One              |
| 1966 | گدایان تهران       | The Beggars of Tehran        |
| 1966 | فیل و فنجان        | Big and Small                |
| 1966 | حسین کُرد           | Hoseyn-e Kord                |
| 1967 | چهار خواهر         | Four Sisters                 |
| 1967 | دروازه تقدیر       | The Gate of Fate             |
| 1967 | گنج و رنج          | Treasure and Toil            |
| 1967 | در جستجوی تبهکاران | In the Search of Criminals   |
| 1968 | سه ‌دیوانه          | The Three Morons             |
| 1968 | شب فرشتگان         | The Night of Angels          |
| 1968 | ستاره هفت آسـمان   | The Star of Seven Skies      |
| 1969 | گناه زیبایی        | The Sin of Beauty            |
| 1970 | طلوع               | Sunrise                      |
| 1970 | جنجال عروسی        | The Wedding Brawl            |
| 1970 | پنجره              | The Window                   |
| 1971 | احساس داغ          | Hot Feeling                  |
| 1971 | آسـمون بی‌ستاره     | Starless Sky                 |
| 1971 | قصاص               | Retaliation                  |
| 1972 | بی‌تا               | Bitā                         |
| 1973 | خیالاتی            | Imaginings                   |
| 1975 | هـمسفر             | Hamsafar                     |
| 1975 | نازنین             | Nazanin                      |
| 1975 | مـَمَل آمریکایی      | American Mamal               |
| 1975 | شب غریبان          | Nostalgic Night              |
| 1976 | ماه عسل            | Honeymoon                    |
| 1977 | در امتداد شب       | Dar Emtedade Shab            |
| 1979 | امشب اشکی می‌ریزد   | Tonight Someone Cries        |